# 혼마 고지
혼마 고지(일본어: 本間 幸司, 1977년 4월 27일~)는 일본의 축구 선수이다.

## 구단 경력
그는 1996년 J1리그의 우라와 레즈에 입단했다. 1999년 일본 풋볼 리그의 미토 홀리호크로 이적했다. 1999년 일본 풋볼 리그 3위를 기록하여 J2리그로 승격했다. 2024년까지 601경기에 출전. 2024년후 현역 은퇴.